# Station Działoszyn
Station Działoszyn is een spoorwegstation in de Poolse plaats Działoszyn.